# Blues Breakers with Eric Clapton
Az 1966-os Blues Breakers with Eric Clapton John Mayall nagylemeze. A John Mayall & the Bluesbreakers együttes neve ebből az albumból ered. Az album The Beano Album néven is ismert, mivel borítóján Clapton a The Beano-t olvassa (brit képregényújság). A Rolling Stone Minden idők 500 legjobb albuma listáján a 195. helyre került. Szerepel az 1001 lemez, amit hallanod kell, mielőtt meghalsz című könyvben.

## Az album dalai
| 1. | All Your Love                                     | Willie Dixon/Otis Rush                    | 3:36 |
| 2. | Hideaway                                          | Freddie King/Sonny Thompson               | 3:17 |
| 3. | Little Girl                                       | Mayall                                    | 2:37 |
| 4. | Another Man                                       | Mayall                                    | 1:45 |
| 5. | Double Crossing Time                              | Clapton, Mayall                           | 3:04 |
| 6. | What'd I Say (magába foglalja a Day Tripper dalt) | Ray Charles/(John Lennon, Paul McCartney) | 4:29 |

| 1. | Key to Love         | Mayall                       | 2:09 |
| 2. | Parchman Farm       | Mose Allison                 | 2:24 |
| 3. | Have You Heard      | Mayall                       | 5:56 |
| 4. | Ramblin' on My Mind | Robert Johnson/tradicionális | 3:10 |
| 5. | Steppin' Out        | James Bracken                | 2:30 |
| 6. | It Ain't Right      | Walter Jacobs                | 2:42 |

## Helyezések
| Év   | Lista          | Helyezés |
| ---- | -------------- | -------- |
| 1966 | UK Album Chart | 6        |

## Közreműködők
- John Mayall – ének, zongora, hammond orgona, szájharmonika
- Eric Clapton – gitár, ének a Ramblin' on My Mind dalon
- John McVie – basszusgitár
- Hughie Flint – dobok

### További közreműködők
- Alan Skidmore – tenorszaxofon
- John Almond – baritonszaxofon
- Dennis Healey – trombita